# Maximilian zu Wied-Neuwied

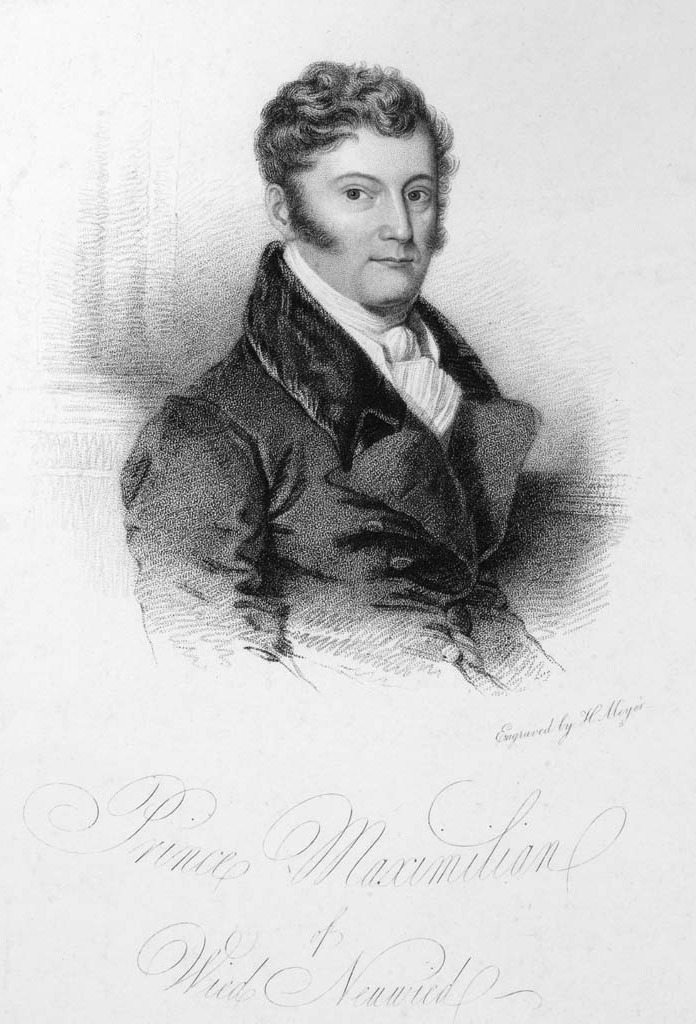
Książę Alexander Philipp Maximilian zu Wied-Neuwied

Alexander Philipp Maximilian zu Wied-Neuwied (ur. 23 września 1782 w Neuwied, zm. 3 lutego 1867 tamże) – niemiecki podróżnik, etnolog i przyrodnik; książę.

## Życie
Maksymilian zu Wied-Neuwied urodził się jako ósme z dziesięciorga dzieci hrabiego Fryderyka Karola zu Wied-Neuwied (1741–1809) i jego żony Ludwiki z domu hrabiny zu Sayn-Wittgenstein-Berleburg (1747–1823) na zamku w Neuwied. Jednym z jego nauczycieli był inżynier porucznik Christian Friedrich Hoffmann, który nauczył księcia historii naturalnej i archeologii. Maksymilian spędzał ze swym opiekunem dużo czasu. Jeździł z nim na polowania, uczył się zbierania i klasyfikacji roślin.
Od 1802 roku służył w armii pruskiej. Podczas wojen napoleońskich brał udział w bitwie pod Jeną-Auerstedt. W roku 1806 dostał się do francuskiej niewoli, z której zwolniono go po kilku dniach. Po powrocie z niewoli poświęcił się nauce geografii, historii naturalnej i etnologii. Prowadził korespondencję z niemieckim przyrodnikiem i podróżnikiem, jednym z twórców nowoczesnej geografii Alexandrem von Humboldtem. W semestrze zimowym 1811/1812 został przyjęty na Uniwersytet w Getyndze.
W latach 1815–1817 poprowadził swoją ekspedycję badawczą do Brazylii. Dokumentował tam rozwój tamtejszej fauny i flory oraz życie ludności tubylczej. Wnioski z badań przedstawił w książce z 1821 roku. Od momentu brazylijskiej ekspedycji poświęcił się wyłącznie studiom i badaniom przyrodniczym. Pracował w Ameryce Północnej i Azji, jak również na stepach Kirgizji. Wyprawę do Ameryki odbył między innymi w towarzystwie malarza Karla Bodmera. Wyniki tej ekspedycji opisał w książce Reise in das innere Nord-America in den Jahren 1832 bis 1834 wydanej w latach 1837–1842.
Od 1842 roku brał lekcje rysunku od malarza Lorenza Clasena (1812–1899). Książę Maksymilian zmarł na zapalenie płuc 3 lutego 1867 roku. Został pochowany w rodzinnym grobowcu.

## Bibliografia

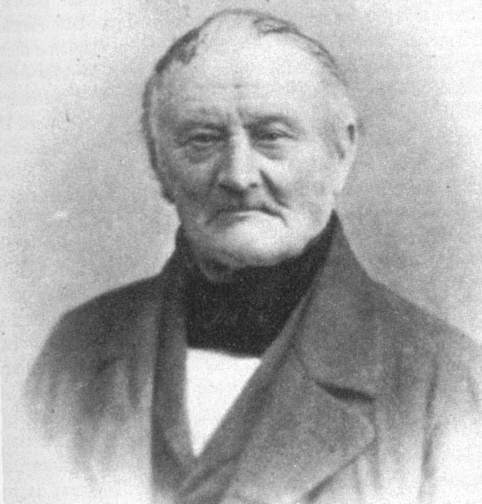
Maximilian zu Wied-Neuwied